# Scytodes robertoi
Scytodes robertoi là một loài nhện trong họ Scytodidae.
Loài này thuộc chi Scytodes. Scytodes robertoi được miêu tả năm 1977 bởi Alayón.